# Rutherford megye (Tennessee)
Rutherford megye az Amerikai Egyesült Államokban, azon belül Tennessee államban található. Megyeszékhelye és legnagyobb városa Murfreesboro. Lakosainak száma 341 486 fő (2020. április 1.). Rutherford megye Wilson, Bedford, Marshall, Cannon, Coffee, Davidson és Williamson megyékkel határos.

## Népesség
A megye népességének változása:
| Lakosok száma | 263 796 | 269 026 | 274 104 | 281 029 | 298 612 | 341 486 |
|               | 2010    | 2011    | 2012    | 2013    | 2015    | 2020    |